# İsmet Akpınar
İsmet Akpınar (Amburgo, 22 maggio 1995) è un cestista tedesco con cittadinanza turca.

## Carriera
Con la Germania ha disputato i Campionati europei del 2017 e i Campionati mondiali del 2019.

## Palmarès
- Campionato turco: 1

Fenerbahçe: 2021-22
- Coppa di Germania: 2

Alba Berlino: 2014, 2016
- Supercoppa tedesca: 1

Alba Berlino: 2014